# Carlo Scorza
Carlo Scorza, italijanski general, * 1897, † 1988.